# Leichtathletik-Halleneuropameisterschaften 1981
Die 12. Leichtathletik-Halleneuropameisterschaften fanden am 21. und 22. Februar 1981 nach 1972 zum zweiten Mal in Grenoble (Frankreich) statt. Austragungsort war der Palais des Sports.

## Ergebnisse Männer

### 50 m
| Platz | Athlet              | Land | Zeit (s) |
| ----- | ------------------- | ---- | -------- |
| 1     | Marian Woronin      | POL  | 5,65     |
| 2     | Wladimir Murawjow   | URS  | 5,76     |
| 3     | Andrei Schljapnikow | URS  | 5,77     |
| 4     | Antoine Richard     | FRA  | 5,78     |
| 5     | Philippe Le Joncour | FRA  | 5,79     |
| 6     | Selwyn Clarke       | GBR  | 5,82     |

Finale am 21. Februar

### 400 m
| Platz | Athlet             | Land | Zeit (s) |
| ----- | ------------------ | ---- | -------- |
| 1     | Andreas Knebel     | GDR  | 46,52    |
| 2     | Martin Weppler     | FRG  | 46,88    |
| 3     | Stefano Malinverni | ITA  | 46,96    |
| 4     | Paul Bourdin       | FRA  | 47,69    |

Finale am 22. Februar

### 800 m
| Platz | Athlet             | Land | Zeit (min) |
| ----- | ------------------ | ---- | ---------- |
| 1     | Herbert Wursthorn  | FRG  | 1:47,70    |
| 2     | András Paróczai    | HUN  | 1:47,73    |
| 3     | Antonio Páez       | ESP  | 1:48,31    |
| 4     | Andreas Busse      | GDR  | 1:48,82    |
| 5     | Detlef Wagenknecht | GDR  | 1:48,87    |
| 6     | Thomas Wilking     | FRG  | 1:49,49    |

Finale am 22. Februar

### 1500 m
| Platz | Athlet              | Land | Zeit (min) |
| ----- | ------------------- | ---- | ---------- |
| 1     | Thomas Wessinghage  | FRG  | 3:42,64    |
| 2     | Uwe Becker          | FRG  | 3:43,02    |
| 3     | Mirosław Żerkowski  | POL  | 3:44,32    |
| 4     | Peter Belger        | FRG  | 3:44,89    |
| 5     | José Manuel Abascal | ESP  | 3:45,08    |
| 6     | László Tóth         | HUN  | 3:45,34    |
| 7     | Marc Nevens         | BEL  | 3:45,67    |
| 8     | Gianni Truschi      | ITA  | 3:48,22    |

Finale am 22. Februar

### 3000 m
| Platz | Athlet            | Land | Zeit (min) |
| ----- | ----------------- | ---- | ---------- |
| 1     | Alex Gonzalez     | FRA  | 7:22,71    |
| 2     | Ewgeni Ignatow    | BUL  |            |
| 3     | Waleri Abramow    | URS  |            |
| 4     | Francis Gonzalez  | FRA  |            |
| 5     | Christoph Herle   | FRG  |            |
| 6     | Robert Nemeth     | AUT  |            |
| 7     | Lubomír Tesáček   | TCH  |            |
| 8     | Didier Chauvelier | FRA  |            |

Finale am 21. Februar
Da das Rennen versehentlich eine Runde zu früh beendet wurde und damit nur 2820 Meter zurückgelegt wurden, erfolgte keine offizielle Zeitnahme.

### 50 m Hürden
| Platz | Athlet            | Land | Zeit (s) |
| ----- | ----------------- | ---- | -------- |
| 1     | Arto Bryggare     | FIN  | 6,47     |
| 2     | Javier Moracho    | ESP  | 6,48     |
| 3     | Guy Drut          | FRA  | 6,54     |
| 4     | Plamen Krastew    | BUL  | 6,62     |
| 5     | Juri Tscherwanjow | URS  | 6,62     |
| 6     | Hans-Gerd Klein   | FRG  | 6,71     |

Finale am 22. Februar

### Hochsprung
| Platz | Athlet               | Land | Höhe (m) |
| ----- | -------------------- | ---- | -------- |
| 1     | Roland Dalhäuser     | SUI  | 2,28     |
| 2     | Carlo Thränhardt     | FRG  | 2,25     |
| 3     | Dietmar Mögenburg    | FRG  | 2,25     |
| 4     | Wladimir Granenkow   | URS  | 2,25     |
| 5     | Franck Bonnet        | FRA  | 2,19     |
| 6     | Stefan Karlsson      | SWE  | 2,19     |
| 6     | Jörg Freimuth        | GDR  | 2,19     |
| 6     | Krzysztof Krawczyk   | POL  | 2,19     |
| 6     | Andre Schneider-Laub | FRG  | 2,19     |

Finale am 21. Februar

### Stabhochsprung
| Platz | Athlet             | Land | Höhe (m) |
| ----- | ------------------ | ---- | -------- |
| 1     | Thierry Vigneron   | FRA  | 5,70     |
| 2     | Alexandr Krupski   | URS  | 5,65     |
| 3     | Jean-Michel Bellot | FRA  | 5,65     |
| 4     | Patrick Desruelles | BEL  | 5,60     |
| 5     | Mariusz Klimczyk   | POL  | 5,55     |
| 6     | Philippe Houvion   | FRA  | 5,55     |
| 7     | Wladimir Poljakow  | URS  | 5,55     |
| 8     | Atanas Tarew       | BUL  | 5,50     |

Finale am 22. Februar

### Weitsprung
| Platz | Athlet              | Land | Weite (m) |
| ----- | ------------------- | ---- | --------- |
| 1     | Rolf Bernhard       | SUI  | 8,01      |
| 2     | Antonio Corgos      | ESP  | 7,97      |
| 3     | Schamil Abbjassow   | URS  | 7,95      |
| 4     | Lázló Szalma        | HUN  | 7,90      |
| 5     | Joachim Busse       | FRG  | 7,72      |
| 6     | Kristijan Apostolow | BUL  | 7,69      |
| 7     | Iwan Tuparow        | BUL  | 7,61      |
| 8     | Atanas Tschotschew  | BUL  | 7,61      |

Finale am 22. Februar

### Dreisprung
| Platz | Athlet             | Land | Weite (m) |
| ----- | ------------------ | ---- | --------- |
| 1     | Schamil Abbjassow  | URS  | 17,30     |
| 2     | Klaus Kübler       | FRG  | 16,73     |
| 3     | Aston Moore        | GBR  | 16,73     |
| 4     | Peter Bouschen     | FRG  | 16,61     |
| 5     | Bernard Lamitié    | FRA  | 16,50     |
| 6     | Alexandr Beskrowni | URS  | 16,46     |
| 7     | Janoš Hegediš      | YUG  | 16,31     |
| 8     | Wolfgang Knabe     | FRG  | 16,14     |

Finale am 21. Februar

### Kugelstoßen
| Platz | Athlet             | Land | Weite (m) |
| ----- | ------------------ | ---- | --------- |
| 1     | Reijo Ståhlberg    | FIN  | 19,88     |
| 2     | Luc Viudès         | FRA  | 19,41     |
| 3     | Zlatan Saračević   | YUG  | 19,40     |
| 4     | Alessandro Andrei  | ITA  | 19,34     |
| 5     | Remigius Machura   | TCH  | 19,22     |
| 6     | Hreinn Halldórsson | ISL  | 19,13     |
| 7     | Óskar Jakobsson    | ISL  | 19,13     |
| 8     | Dalibor Vašícek    | TCH  | 19,09     |

Finale am 21. Februar

### 5000 m Gehen (Demonstrationswettbewerb)
| Platz | Athlet            | Land | Zeit (min) |
| ----- | ----------------- | ---- | ---------- |
| 1     | Hartwig Gauder    | GDR  | 19:08,59   |
| 2     | Maurizio Damilano | ITA  | 19:13,90   |
| 3     | Gérard Lelièvre   | FRA  | 19:55,02   |
| 4     | Giorgio Damilano  | ITA  | 20:31,97   |
| 5     | Dominique Guebey  | FRA  | 20:41,25   |
| 6     | Pascal Lenglart   | FRA  | 21:41,37   |
| 7     | Roger Mills       | GBR  | 22:08,87   |

Finale am 22. Februar

## Ergebnisse Frauen

### 50 m
| Platz | Athletin         | Land | Zeit (s) |
| ----- | ---------------- | ---- | -------- |
| 1     | Sofka Popowa     | BUL  | 6,17     |
| 2     | Linda Haglund    | SWE  | 6,17     |
| 3     | Marita Koch      | GDR  | 6,19     |
| 4     | Ingrid Auerswald | GDR  | 6,20     |
| 5     | Olga Korotkowa   | URS  | 6,22     |
| 6     | Wendy Hoyte      | GBR  | 6,30     |

Finale am 22. Februar

### 400 m
| Platz | Athletin              | Land | Zeit (s) |
| ----- | --------------------- | ---- | -------- |
| 1     | Jarmila Kratochvílová | TCH  | 50,07    |
| 2     | Natalja Botschina     | URS  | 52,32    |
| 3     | Verona Elder          | GBR  | 52,37    |
| 4     | Karoline Käfer        | AUT  | 52,50    |

Finale am 22. Februar

### 800 m
| Platz | Athletin              | Land | Zeit (min) |
| ----- | --------------------- | ---- | ---------- |
| 1     | Hildegard Ullrich     | GDR  | 2:00,94    |
| 2     | Swetla Slatewa        | BUL  | 2:01,37    |
| 3     | Nikolina Schterewa    | BUL  | 2:02,50    |
| 4     | Kirsty McDermott      | GBR  | 2:02,88    |
| 5     | Anne-Marie Van Nuffel | BEL  | 2:05,37    |
| 6     | Montserrat Pujol      | ESP  | 2:06,13    |

Finale am 22. Februar

### 1500 m
| Platz | Athletin            | Land | Zeit (min) |
| ----- | ------------------- | ---- | ---------- |
| 1     | Agnese Possamai     | ITA  | 4:07,49    |
| 2     | Walentina Iljinych  | URS  | 4:08,17    |
| 3     | Ljubow Smolka       | URS  | 4:08,64    |
| 4     | Wanja Gospodinowa   | BUL  | 4:10,13    |
| 5     | Dorthe S. Rasmussen | DEN  | 4:16,50    |
| 6     | Gillian Dainty      | GBR  | 4:25,34    |
|       | Joëlle De Brouwer   | FRA  | DNF        |

Finale am 22. Februar

### 50 m Hürden
| Platz | Athletin           | Land | Zeit (s) |
| ----- | ------------------ | ---- | -------- |
| 1     | Zofia Bielczyk     | POL  | 6,74     |
| 2     | Maria Merciuc      | URS  | 6,80     |
| 3     | Tatjana Anissimowa | URS  | 6,81     |
| 4     | Silvia Kempin      | FRG  | 6,84     |
| 5     | Lidija Guschewa    | BUL  | 6,89     |
| 6     | Xénia Siska        | HUN  | 7,02     |

Finale am 21. Februar

### Hochsprung
| Platz | Athletin          | Land | Höhe (m) |
| ----- | ----------------- | ---- | -------- |
| 1     | Sara Simeoni      | ITA  | 1,97     |
| 2     | Elżbieta Krawczuk | POL  | 1,94     |
| 3     | Urszula Kielan    | POL  | 1,94     |
| 4     | Ulrike Meyfarth   | FRG  | 1,88     |
| 5     | Jasmin Fischer    | FRG  | 1,88     |
| 6     | Emese Béla        | HUN  | 1,85     |
| 7     | Susanne Lorentzon | SWE  | 1,85     |
| 8     | Donatella Bulfoni | ITA  | 1,85     |

Finale am 22. Februar

### Weitsprung
| Platz | Athletin            | Land | Weite (m) |
| ----- | ------------------- | ---- | --------- |
| 1     | Karin Hänel         | FRG  | 6,77      |
| 2     | Sigrid Heimann      | GDR  | 6,66      |
| 3     | Jasmin Fischer      | FRG  | 6,65      |
| 4     | Tetjana Skatschko   | URS  | 6,60      |
| 5     | Christina Sussiek   | FRG  | 6,60      |
| 6     | Lene Demsitz        | DEN  | 6,40      |
| 7     | Edine van Heezik    | NED  | 6,36      |
| 8     | Dorthe A. Rasmussen | DEN  | 6,30      |

Finale am 21. Februar

### Kugelstoßen
| Platz | Athletin           | Land | Weite (m) |
| ----- | ------------------ | ---- | --------- |
| 1     | Ilona Slupianek    | GDR  | 20,77     |
| 2     | Helena Fibingerová | TCH  | 20,64     |
| 3     | Helma Knorscheidt  | GDR  | 20,12     |
| 4     | Nunu Abaschydse    | URS  | 18,50     |
| 5     | Venissa Head       | GBR  | 17,65     |
| 6     | Soultana Saroudi   | GRE  | 17,44     |
| 7     | Tuula Kivi         | FIN  | 16,77     |
| 8     | Léone Bertimon     | FRA  | 16,59     |

Finale am 21. Februar